# Circuito de la Sarthe 2019
La 67.ª edición de la competición ciclista Circuito de la Sarthe fue una carrera de ciclismo en ruta por etapas que se celebró entre el 9 y el 12 de abril en Francia en la Región de Países del Loira, con inicio en la ciudad de La Châtaigneraie y final en la ciudad de Sillé-le-Guillaume sobre un recorrido de 539,7 kilómetros.
La carrera formó parte del UCI Europe Tour 2019 dentro de la categoría UCI 2.1. El vencedor final fue el francés Alexis Gougeard del AG2R La Mondiale seguido del también francés Quentin Pacher del Vital Concept-B&B Hotels y el neerlandés Oscar Riesebeek del Roompot-Charles.

## Equipos participantes
Tomaron parte en la carrera 17 equipos: 2 de categoría UCI WorldTour 2019 invitados por la organización; 14 de categoría Profesional Continental; y 1 de categoría Continental. Formando así un pelotón de 101 ciclistas de los que acabaron 54. Los equipos participantes fueron:
| WorldTeams (2)- AG2R La Mondiale - Groupama-FDJ Equipos continentales profesionales (14)- Arkéa-Samsic - Cofidis, Solutions Crédits - Direct Énergie - Delko-Marseille Provence - Vital Concept-B&B Hotels - Israel Cycling Academy - Manzana Postobón - Sport Vlaanderen-Baloise - Caja Rural-Seguros RGA - Roompot-Charles - Wallonie Bruxelles - Wanty-Groupe Gobert - Androni Giocattoli-Sidermec - Corendon-Circus Equipo continental- Saint Michel-Auber 93 |
| |

## Recorrido
El Circuito de la Sarthe dispuso de cuatro etapas para un recorrido total de 539,7 kilómetros.
| Etapa     | Fecha     | Recorrido                                      | type                   | Distancia (km) | Ganador              | Líder                |
| --------- | --------- | ---------------------------------------------- | ---------------------- | -------------- | -------------------- | -------------------- |
| 1.ª etapa | 9 de abr  | La Châtaigneraie – La Châtaigneraie            | etapa llana            | 177,4          | Mathieu van der Poel | Mathieu van der Poel |
| 2.ª etapa | 10 de abr | Freigné – Belligné                             | etapa escarpada        | 172,1          | Bryan Coquard        | Bryan Coquard        |
| 3.ª etapa | 11 de abr | Abadía real de Épau – Pré-en-Pail-Saint-Samson | etapa de media montaña | 184,3          | Alexis Gougeard      | Alexis Gougeard      |
| 4.ª etapa | 12 de abr | Sillé-le-Guillaume – Sillé-le-Guillaume        | etapa escarpada        | 183,3          | Andrea Vendrame      | Alexis Gougeard      |

## Desarrollo de la carrera

### 1.ª etapa
| La Châtaigneraie - La Châtaigneraie | etapa llana | (177,4 km) |

| \| Clasificación de la etapa \| Clasificación de la etapa \| Clasificación de la etapa \| Clasificación de la etapa \| Clasificación de la etapa \| \| Ciclista \| Ciclista \| Equipo \| Tiempo \| \| \| ------------------------- \| ------------------------- \| --------------------------- \| ------------------------- \| ------------------------- \| \| 1.º \| Mathieu van der Poel \| Corendon-Circus \| 4 h 18 min 07 s \| \| \| 2.º \| Boris Vallée \| Wanty-Gobert \| + 0 s \| \| \| 3.º \| Bryan Coquard \| Vital Concept-B&B Hotels \| + 0 s \| \| \| 4.º \| Clément Venturini \| AG2R La Mondiale \| + 0 s \| \| \| 5.º \| Eduard-Michael Grosu \| Delko Marseille Provence \| + 0 s \| \| \| 6.º \| Justin Jules \| Wallonie Bruxelles \| + 0 s \| \| \| 7.º \| Maurits Lammertink \| Roompot-Charles \| + 0 s \| \| \| 8.º \| Manuel Belletti \| Androni Giocattoli-Sidermec \| + 0 s \| \| \| 9.º \| Mickaël Delage \| Groupama-FDJ \| + 0 s \| \| \| 10.º \| Thomas Boudat \| Direct Énergie \| + 0 s \| \| |                      |                             |                 |
| |                      |                             |                 |
| Fuente: ProCyclingStats |                      |                             |                 |
| Clasificación de la etapa |                      |                             |                 |
| Ciclista | Ciclista             | Equipo                      | Tiempo          |
| 1.º | Mathieu van der Poel | Corendon-Circus             | 4 h 18 min 07 s |
| 2.º | Boris Vallée         | Wanty-Gobert                | + 0 s           |
| 3.º | Bryan Coquard        | Vital Concept-B&B Hotels    | + 0 s           |
| 4.º | Clément Venturini    | AG2R La Mondiale            | + 0 s           |
| 5.º | Eduard-Michael Grosu | Delko Marseille Provence    | + 0 s           |
| 6.º | Justin Jules         | Wallonie Bruxelles          | + 0 s           |
| 7.º | Maurits Lammertink   | Roompot-Charles             | + 0 s           |
| 8.º | Manuel Belletti      | Androni Giocattoli-Sidermec | + 0 s           |
| 9.º | Mickaël Delage       | Groupama-FDJ                | + 0 s           |
| 10.º | Thomas Boudat        | Direct Énergie              | + 0 s           |

| \| Clasificación general \| Clasificación general \| Clasificación general \| Clasificación general \| Clasificación general \| \| Ciclista \| Ciclista \| Equipo \| Tiempo \| \| \| --------------------- \| --------------------- \| ------------------------ \| --------------------- \| --------------------- \| \| 1.º \| Mathieu van der Poel \| Corendon-Circus \| 4 h 17 min 57 s \| \| \| 2.º \| Roy Goldstein \| Israel Cycling Academy \| + 2 s \| \| \| 3.º \| Boris Vallée \| Wanty-Gobert \| + 4 s \| \| \| 4.º \| Romain Combaud \| Delko Marseille Provence \| + 5 s \| \| \| 5.º \| Bryan Coquard \| Vital Concept-B&B Hotels \| + 6 s \| \| \| 6.º \| Alexis Gougeard \| AG2R La Mondiale \| + 8 s \| \| \| 7.º \| Clément Venturini \| AG2R La Mondiale \| + 10 s \| \| \| 8.º \| Eduard-Michael Grosu \| Delko Marseille Provence \| + 10 s \| \| \| 9.º \| Justin Jules \| Wallonie Bruxelles \| + 10 s \| \| \| 10.º \| Maurits Lammertink \| Roompot-Charles \| + 10 s \| \| |                      |                          |                 |
| |                      |                          |                 |
| Fuente: ProCyclingStats |                      |                          |                 |
| Clasificación general |                      |                          |                 |
| Ciclista | Ciclista             | Equipo                   | Tiempo          |
| 1.º | Mathieu van der Poel | Corendon-Circus          | 4 h 17 min 57 s |
| 2.º | Roy Goldstein        | Israel Cycling Academy   | + 2 s           |
| 3.º | Boris Vallée         | Wanty-Gobert             | + 4 s           |
| 4.º | Romain Combaud       | Delko Marseille Provence | + 5 s           |
| 5.º | Bryan Coquard        | Vital Concept-B&B Hotels | + 6 s           |
| 6.º | Alexis Gougeard      | AG2R La Mondiale         | + 8 s           |
| 7.º | Clément Venturini    | AG2R La Mondiale         | + 10 s          |
| 8.º | Eduard-Michael Grosu | Delko Marseille Provence | + 10 s          |
| 9.º | Justin Jules         | Wallonie Bruxelles       | + 10 s          |
| 10.º | Maurits Lammertink   | Roompot-Charles          | + 10 s          |

### 2.ª etapa
| Freigné - Belligné | etapa escarpada | (172,1 km) |

| \| Clasificación de la etapa \| Clasificación de la etapa \| Clasificación de la etapa \| Clasificación de la etapa \| Clasificación de la etapa \| \| Ciclista \| Ciclista \| Equipo \| Tiempo \| \| \| ------------------------- \| ------------------------- \| ------------------------- \| ------------------------- \| ------------------------- \| \| 1.º \| Bryan Coquard \| Vital Concept-B&B Hotels \| 4 h 06 min 11 s \| \| \| 2.º \| Marc Sarreau \| Groupama-FDJ \| + 0 s \| \| \| 3.º \| Justin Jules \| Wallonie Bruxelles \| + 0 s \| \| \| 4.º \| Boris Vallée \| Wanty-Gobert \| + 0 s \| \| \| 5.º \| Matteo Malucelli \| Caja Rural-Seguros RGA \| + 0 s \| \| \| 6.º \| Bram Welten \| Arkéa-Samsic \| + 0 s \| \| \| 7.º \| Mickaël Delage \| Groupama-FDJ \| + 0 s \| \| \| 8.º \| Rudy Barbier \| Israel Cycling Academy \| + 0 s \| \| \| 9.º \| Jordan Parra \| Manzana Postobón \| + 0 s \| \| \| 10.º \| Eduard-Michael Grosu \| Delko Marseille Provence \| + 0 s \| \| |                      |                          |                 |
| |                      |                          |                 |
| Fuente: ProCyclingStats |                      |                          |                 |
| Clasificación de la etapa |                      |                          |                 |
| Ciclista | Ciclista             | Equipo                   | Tiempo          |
| 1.º | Bryan Coquard        | Vital Concept-B&B Hotels | 4 h 06 min 11 s |
| 2.º | Marc Sarreau         | Groupama-FDJ             | + 0 s           |
| 3.º | Justin Jules         | Wallonie Bruxelles       | + 0 s           |
| 4.º | Boris Vallée         | Wanty-Gobert             | + 0 s           |
| 5.º | Matteo Malucelli     | Caja Rural-Seguros RGA   | + 0 s           |
| 6.º | Bram Welten          | Arkéa-Samsic             | + 0 s           |
| 7.º | Mickaël Delage       | Groupama-FDJ             | + 0 s           |
| 8.º | Rudy Barbier         | Israel Cycling Academy   | + 0 s           |
| 9.º | Jordan Parra         | Manzana Postobón         | + 0 s           |
| 10.º | Eduard-Michael Grosu | Delko Marseille Provence | + 0 s           |

| \| Clasificación general \| Clasificación general \| Clasificación general \| Clasificación general \| Clasificación general \| \| Ciclista \| Ciclista \| Equipo \| Tiempo \| \| \| --------------------- \| --------------------- \| ------------------------ \| --------------------- \| --------------------- \| \| 1.º \| Bryan Coquard \| Vital Concept-B&B Hotels \| 8 h 24 min 04 s \| \| \| 2.º \| Mathieu van der Poel \| Corendon-Circus \| + 4 s \| \| \| 3.º \| Aaron Verwilst \| Sport Vlaanderen-Baloise \| + 5 s \| \| \| 4.º \| Roy Goldstein \| Israel Cycling Academy \| + 6 s \| \| \| 5.º \| Boris Vallée \| Wanty-Gobert \| + 8 s \| \| \| 6.º \| Marc Sarreau \| Groupama-FDJ \| + 8 s \| \| \| 7.º \| Romain Combaud \| Delko Marseille Provence \| + 9 s \| \| \| 8.º \| Arjen Livyns \| Roompot-Charles \| + 9 s \| \| \| 9.º \| Justin Jules \| Wallonie Bruxelles \| + 10 s \| \| \| 10.º \| Morne van Niekerk \| Saint Michel-Auber 93 \| + 11 s \| \| |                      |                          |                 |
| |                      |                          |                 |
| Fuente: ProCyclingStats |                      |                          |                 |
| Clasificación general |                      |                          |                 |
| Ciclista | Ciclista             | Equipo                   | Tiempo          |
| 1.º | Bryan Coquard        | Vital Concept-B&B Hotels | 8 h 24 min 04 s |
| 2.º | Mathieu van der Poel | Corendon-Circus          | + 4 s           |
| 3.º | Aaron Verwilst       | Sport Vlaanderen-Baloise | + 5 s           |
| 4.º | Roy Goldstein        | Israel Cycling Academy   | + 6 s           |
| 5.º | Boris Vallée         | Wanty-Gobert             | + 8 s           |
| 6.º | Marc Sarreau         | Groupama-FDJ             | + 8 s           |
| 7.º | Romain Combaud       | Delko Marseille Provence | + 9 s           |
| 8.º | Arjen Livyns         | Roompot-Charles          | + 9 s           |
| 9.º | Justin Jules         | Wallonie Bruxelles       | + 10 s          |
| 10.º | Morne van Niekerk    | Saint Michel-Auber 93    | + 11 s          |

### 3.ª etapa
| Abadía real de Épau - Pré-en-Pail-Saint-Samson | etapa de media montaña | (184,3 km) |

| \| Clasificación de la etapa \| Clasificación de la etapa \| Clasificación de la etapa \| Clasificación de la etapa \| Clasificación de la etapa \| \| Ciclista \| Ciclista \| Equipo \| Tiempo \| \| \| ------------------------- \| ------------------------- \| -------------------------- \| ------------------------- \| ------------------------- \| \| 1.º \| Alexis Gougeard \| AG2R La Mondiale \| 4 h 51 min 02 s \| \| \| 2.º \| Quentin Pacher \| Vital Concept-B&B Hotels \| + 18 s \| \| \| 3.º \| Oscar Riesebeek \| Roompot-Charles \| + 18 s \| \| \| 4.º \| Dimitri Peyskens \| Wallonie Bruxelles \| + 18 s \| \| \| 5.º \| Quentin Jauregui \| AG2R La Mondiale \| + 18 s \| \| \| 6.º \| Jhonatan Restrepo \| Manzana Postobón \| + 18 s \| \| \| 7.º \| Pierre-Luc Périchon \| Cofidis, Solutions Crédits \| + 18 s \| \| \| 8.º \| Clément Carisey \| Israel Cycling Academy \| + 18 s \| \| \| 9.º \| Patrick Müller \| Vital Concept-B&B Hotels \| + 18 s \| \| \| 10.º \| Thomas Boudat \| Total Direct Énergie \| + 1 min 14 s \| \| |                     |                            |                 |
| |                     |                            |                 |
| Fuente: ProCyclingStats |                     |                            |                 |
| Clasificación de la etapa |                     |                            |                 |
| Ciclista | Ciclista            | Equipo                     | Tiempo          |
| 1.º | Alexis Gougeard     | AG2R La Mondiale           | 4 h 51 min 02 s |
| 2.º | Quentin Pacher      | Vital Concept-B&B Hotels   | + 18 s          |
| 3.º | Oscar Riesebeek     | Roompot-Charles            | + 18 s          |
| 4.º | Dimitri Peyskens    | Wallonie Bruxelles         | + 18 s          |
| 5.º | Quentin Jauregui    | AG2R La Mondiale           | + 18 s          |
| 6.º | Jhonatan Restrepo   | Manzana Postobón           | + 18 s          |
| 7.º | Pierre-Luc Périchon | Cofidis, Solutions Crédits | + 18 s          |
| 8.º | Clément Carisey     | Israel Cycling Academy     | + 18 s          |
| 9.º | Patrick Müller      | Vital Concept-B&B Hotels   | + 18 s          |
| 10.º | Thomas Boudat       | Total Direct Énergie       | + 1 min 14 s    |

| \| Clasificación general \| Clasificación general \| Clasificación general \| Clasificación general \| Clasificación general \| \| Ciclista \| Ciclista \| Equipo \| Tiempo \| \| \| --------------------- \| --------------------- \| ------------------------ \| --------------------- \| --------------------- \| \| 1.º \| Alexis Gougeard \| AG2R La Mondiale \| 13 h 15 min 08 s \| \| \| 2.º \| Quentin Pacher \| Vital Concept-B&B Hotels \| + 22 s \| \| \| 3.º \| Clément Carisey \| Israel Cycling Academy \| + 25 s \| \| \| 4.º \| Oscar Riesebeek \| Roompot-Charles \| + 26 s \| \| \| 5.º \| Quentin Jauregui \| AG2R La Mondiale \| + 27 s \| \| \| 6.º \| Patrick Müller \| Vital Concept-B&B Hotels \| + 29 s \| \| \| 7.º \| Dimitri Peyskens \| Wallonie Bruxelles \| + 30 s \| \| \| 8.º \| Jhonatan Restrepo \| Manzana Postobón \| + 30 s \| \| \| 9.º \| Bryan Coquard \| Vital Concept-B&B Hotels \| + 1 min 20 s \| \| \| 10.º \| Mathieu van der Poel \| Corendon-Circus \| + 1 min 24 s \| \| |                      |                          |                  |
| |                      |                          |                  |
| Fuente: ProCyclingStats |                      |                          |                  |
| Clasificación general |                      |                          |                  |
| Ciclista | Ciclista             | Equipo                   | Tiempo           |
| 1.º | Alexis Gougeard      | AG2R La Mondiale         | 13 h 15 min 08 s |
| 2.º | Quentin Pacher       | Vital Concept-B&B Hotels | + 22 s           |
| 3.º | Clément Carisey      | Israel Cycling Academy   | + 25 s           |
| 4.º | Oscar Riesebeek      | Roompot-Charles          | + 26 s           |
| 5.º | Quentin Jauregui     | AG2R La Mondiale         | + 27 s           |
| 6.º | Patrick Müller       | Vital Concept-B&B Hotels | + 29 s           |
| 7.º | Dimitri Peyskens     | Wallonie Bruxelles       | + 30 s           |
| 8.º | Jhonatan Restrepo    | Manzana Postobón         | + 30 s           |
| 9.º | Bryan Coquard        | Vital Concept-B&B Hotels | + 1 min 20 s     |
| 10.º | Mathieu van der Poel | Corendon-Circus          | + 1 min 24 s     |

### 4.ª etapa
| Sillé-le-Guillaume - Sillé-le-Guillaume | etapa escarpada | (183,3 km) |

| \| Clasificación de la etapa \| Clasificación de la etapa \| Clasificación de la etapa \| Clasificación de la etapa \| Clasificación de la etapa \| \| Ciclista \| Ciclista \| Equipo \| Tiempo \| \| \| ------------------------- \| ------------------------- \| --------------------------- \| ------------------------- \| ------------------------- \| \| 1.º \| Andrea Vendrame \| Androni Giocattoli-Sidermec \| 4 h 40 min 49 s \| \| \| 2.º \| Kévin Ledanois \| Arkéa-Samsic \| + 0 s \| \| \| 3.º \| Romain Combaud \| Delko Marseille Provence \| + 5 s \| \| \| 4.º \| Jimmy Janssens \| Corendon-Circus \| + 6 s \| \| \| 5.º \| Mathieu van der Poel \| Corendon-Circus \| + 9 s \| \| \| 6.º \| Julien Simon \| Cofidis, Solutions Crédits \| + 9 s \| \| \| 7.º \| Quentin Pacher \| Vital Concept-B&B Hotels \| + 11 s \| \| \| 8.º \| Xandro Meurisse \| Wanty-Gobert \| + 11 s \| \| \| 9.º \| Oscar Riesebeek \| Roompot-Charles \| + 11 s \| \| \| 10.º \| Francesco Gavazzi \| Androni Giocattoli-Sidermec \| + 11 s \| \| |                      |                             |                 |
| |                      |                             |                 |
| Fuente: ProCyclingStats |                      |                             |                 |
| Clasificación de la etapa |                      |                             |                 |
| Ciclista | Ciclista             | Equipo                      | Tiempo          |
| 1.º | Andrea Vendrame      | Androni Giocattoli-Sidermec | 4 h 40 min 49 s |
| 2.º | Kévin Ledanois       | Arkéa-Samsic                | + 0 s           |
| 3.º | Romain Combaud       | Delko Marseille Provence    | + 5 s           |
| 4.º | Jimmy Janssens       | Corendon-Circus             | + 6 s           |
| 5.º | Mathieu van der Poel | Corendon-Circus             | + 9 s           |
| 6.º | Julien Simon         | Cofidis, Solutions Crédits  | + 9 s           |
| 7.º | Quentin Pacher       | Vital Concept-B&B Hotels    | + 11 s          |
| 8.º | Xandro Meurisse      | Wanty-Gobert                | + 11 s          |
| 9.º | Oscar Riesebeek      | Roompot-Charles             | + 11 s          |
| 10.º | Francesco Gavazzi    | Androni Giocattoli-Sidermec | + 11 s          |

## Clasificaciones finales
- Las clasificaciones finalizaron de la siguiente forma:[5]

### Clasificación general
| \| Clasificación general \| Clasificación general \| Clasificación general \| Clasificación general \| Clasificación general \| \| Ciclista \| Ciclista \| Equipo \| Tiempo \| \| \| --------------------- \| --------------------- \| --------------------------- \| --------------------- \| --------------------- \| \| 1.º \| Alexis Gougeard \| AG2R La Mondiale \| 17 h 56 min 08 s \| \| \| 2.º \| Quentin Pacher \| Vital Concept-B&B Hotels \| + 22 s \| \| \| 3.º \| Oscar Riesebeek \| Roompot-Charles \| + 26 s \| \| \| 4.º \| Patrick Müller \| Vital Concept-B&B Hotels \| + 29 s \| \| \| 5.º \| Jhonatan Restrepo \| Manzana Postobón \| + 30 s \| \| \| 6.º \| Dimitri Peyskens \| Wallonie Bruxelles \| + 30 s \| \| \| 7.º \| Clément Carisey \| Israel Cycling Academy \| + 45 s \| \| \| 8.º \| Romain Combaud \| Delko Marseille Provence \| + 1 min 11 s \| \| \| 9.º \| Andrea Vendrame \| Androni Giocattoli-Sidermec \| + 1 min 13 s \| \| \| 10.º \| Mathieu van der Poel \| Corendon-Circus \| + 1 min 22 s \| \| |                      |                             |                  |
| |                      |                             |                  |
| Fuente: ProCyclingStats |                      |                             |                  |
| Clasificación general |                      |                             |                  |
| Ciclista | Ciclista             | Equipo                      | Tiempo           |
| 1.º | Alexis Gougeard      | AG2R La Mondiale            | 17 h 56 min 08 s |
| 2.º | Quentin Pacher       | Vital Concept-B&B Hotels    | + 22 s           |
| 3.º | Oscar Riesebeek      | Roompot-Charles             | + 26 s           |
| 4.º | Patrick Müller       | Vital Concept-B&B Hotels    | + 29 s           |
| 5.º | Jhonatan Restrepo    | Manzana Postobón            | + 30 s           |
| 6.º | Dimitri Peyskens     | Wallonie Bruxelles          | + 30 s           |
| 7.º | Clément Carisey      | Israel Cycling Academy      | + 45 s           |
| 8.º | Romain Combaud       | Delko Marseille Provence    | + 1 min 11 s     |
| 9.º | Andrea Vendrame      | Androni Giocattoli-Sidermec | + 1 min 13 s     |
| 10.º | Mathieu van der Poel | Corendon-Circus             | + 1 min 22 s     |

### Clasificación de la montaña
| Clasificación de la montaña | Clasificación de la montaña | Clasificación de la montaña | Clasificación de la montaña | Clasificación de la montaña |
| Ciclista                    | Ciclista                    | Equipo                      | Puntos                      |                             |
| --------------------------- | --------------------------- | --------------------------- | --------------------------- | --------------------------- |
| 1.º                         | Juan Felipe Osorio          | Manzana Postobón            | 22 pts                      |                             |
| 2.º                         | Alexis Gougeard             | AG2R La Mondiale            | 15 pts                      |                             |
| 3.º                         | Arjen Livyns                | Roompot-Charles             | 12 pts                      |                             |
| 4.º                         | Quentin Pacher              | Vital Concept-B&B Hotels    | 10 pts                      |                             |
| 5.º                         | Clément Carisey             | Israel Cycling Academy      | 10 pts                      |                             |
| 6.º                         | Benjamin Thomas             | Groupama-FDJ                | 10 pts                      |                             |
| 7.º                         | Romain Combaud              | Delko Marseille Provence    | 9 pts                       |                             |
| 8.º                         | Anthony Delaplace           | Arkéa-Samsic                | 7 pts                       |                             |
| 9.º                         | Jhonatan Restrepo           | Manzana Postobón            | 6 pts                       |                             |
| 10.º                        | Patrick Müller              | Vital Concept-B&B Hotels    | 4 pts                       |                             |

### Clasificación por puntos
| Clasificación por puntos | Clasificación por puntos | Clasificación por puntos    | Clasificación por puntos | Clasificación por puntos |
| Ciclista                 | Ciclista                 | Equipo                      | Puntos                   |                          |
| ------------------------ | ------------------------ | --------------------------- | ------------------------ | ------------------------ |
| 1.º                      | Bryan Coquard            | Vital Concept-B&B Hotels    | 41 pts                   |                          |
| 2.º                      | Mathieu van der Poel     | Corendon-Circus             | 39 pts                   |                          |
| 3.º                      | Romain Combaud           | Delko Marseille Provence    | 36 pts                   |                          |
| 4.º                      | Alexis Gougeard          | AG2R La Mondiale            | 33 pts                   |                          |
| 5.º                      | Quentin Pacher           | Vital Concept-B&B Hotels    | 32 pts                   |                          |
| 6.º                      | Justin Jules             | Wallonie Bruxelles          | 31 pts                   |                          |
| 7.º                      | Andrea Vendrame          | Androni Giocattoli-Sidermec | 25 pts                   |                          |
| 8.º                      | Oscar Riesebeek          | Roompot-Charles             | 23 pts                   |                          |
| 9.º                      | Kévin Ledanois           | Arkéa-Samsic                | 20 pts                   |                          |
| 10.º                     | Clément Venturini        | AG2R La Mondiale            | 18 pts                   |                          |

### Clasificación de los jóvenes
| Clasificación del mejor joven | Clasificación del mejor joven | Clasificación del mejor joven | Clasificación del mejor joven | Clasificación del mejor joven |
| Ciclista                      | Ciclista                      | Equipo                        | Tiempo                        |                               |
| ----------------------------- | ----------------------------- | ----------------------------- | ----------------------------- | ----------------------------- |
| 1.º                           | Patrick Müller                | Vital Concept-B&B Hotels      | 17 h 56 min 37 s              |                               |
| 2.º                           | Jhonatan Restrepo             | Manzana Postobón              | + 1 s                         |                               |
| 3.º                           | Andrea Vendrame               | Androni Giocattoli-Sidermec   | + 44 s                        |                               |
| 4.º                           | Mathieu van der Poel          | Corendon-Circus               | + 53 s                        |                               |
| 5.º                           | Julien Mortier                | Wallonie Bruxelles            | + 2 min 53 s                  |                               |
| 6.º                           | Benjamin Thomas               | Groupama-FDJ                  | + 3 min 55 s                  |                               |
| 7.º                           | Emiel Planckaert              | Sport Vlaanderen-Baloise      | + 5 min 57 s                  |                               |
| 8.º                           | Thomas Boudat                 | Direct Énergie                | + 7 min 49 s                  |                               |
| 9.º                           | Mathijs Paasschens            | Wallonie Bruxelles            | + 8 min 20 s                  |                               |
| 10.º                          | Mattia Frapporti              | Androni Giocattoli-Sidermec   | + 9 min 56 s                  |                               |

### Clasificación por equipos
| Clasificación por equipos | Clasificación por equipos | Clasificación por equipos | Clasificación por equipos |
| Equipo                    | Equipo                    | Tiempo                    |                           |
| ------------------------- | ------------------------- | ------------------------- | ------------------------- |
| 1.º                       | Roompot-Charles           | 53 h 51 min 54 s          |                           |
| 2.º                       | Wallonie Bruxelles        | + 1 min 48 s              |                           |
| 3.º                       | Vital Concept-B&B Hotels  | + 6 min 32 s              |                           |
| 4.º                       | Groupama-FDJ              | + 7 min 00 s              |                           |
| 5.º                       | Arkéa-Samsic              | + 7 min 37 s              |                           |

## Evolución de las clasificaciones
| Etapa                   | Vencedor                | Clasificación general | Clasificación de la montaña | Clasificación por puntos | Clasificación de los jóvenes | Clasificación por equipos |
| ----------------------- | ----------------------- | --------------------- | --------------------------- | ------------------------ | ---------------------------- | ------------------------- |
| 1.ª                     | Mathieu van der Poel    | Mathieu van der Poel  | Diego Ochoa                 | Mathieu van der Poel     | Mathieu van der Poel         | Groupama-FDJ              |
| 2.ª                     | Bryan Coquard           | Bryan Coquard         | Diego Ochoa                 | Bryan Coquard            | Mathieu van der Poel         | Groupama-FDJ              |
| 3.ª                     | Alexis Gougeard         | Alexis Gougeard       | Diego Ochoa                 | Bryan Coquard            | Quentin Jauregui             | AG2R La Mondiale          |
| 4.ª                     | Andrea Vendrame         | Alexis Gougeard       | Juan Felipe Osorio          | Bryan Coquard            | Patrick Müller               | Roompot-Charles           |
| Clasificaciones finales | Clasificaciones finales | Alexis Gougeard       | Juan Felipe Osorio          | Bryan Coquard            | Patrick Müller               | Roompot-Charles           |

## UCI World Ranking
El Circuito de la Sarthe otorgó puntos para el UCI World Ranking para corredores de los equipos en las categorías UCI WorldTeam, Profesional Continental y Equipos Continentales. Las siguientes tablas muestran el baremo de puntuación y los 10 corredores que obtuvieron más puntos:
| Posición              | 1.º | 2.º | 3.º | 4.º | 5.º | 6.º | 7.º | 8.º | 9.º | 10.º | 11.º | 12.º | 13.º-15.º | 16.º-25.º |
| Clasificación general | 125 | 85  | 70  | 60  | 50  | 40  | 35  | 30  | 25  | 20   | 15   | 10   | 5         | 3         |
| Por etapa             | 14  | 5   | 3   |     |     |     |     |     |     |      |      |      |           |           |
| Líder                 | 3   |     |     |     |     |     |     |     |     |      |      |      |           |           |

| Clasificación |                      |                             |         |       |       |       |
| Posición      | Ciclista             | Equipo                      | General | Etapa | Líder | Total |
| ------------- | -------------------- | --------------------------- | ------- | ----- | ----- | ----- |
| 1.º           | Alexis Gougeard      | AG2R La Mondiale            | 125     | 14    | 3     | 142   |
| 2.º           | Quentin Pacher       | Vital Concept-B&B Hotels    | 85      | 5     | -     | 90    |
| 3.º           | Oscar Riesebeek      | Roompot-Charles             | 70      | 3     | -     | 73    |
| 4.º           | Patrick Müller       | Vital Concept-B&B Hotels    | 60      | -     | -     | 60    |
| 5.º           | Jhonatan Restrepo    | Manzana Postobón            | 50      | -     | -     | 50    |
| 6.º           | Dimitri Peyskens     | Wallonie Bruxelles          | 40      | -     | -     | 40    |
| 7.º           | Andrea Vendrame      | Androni Giocattoli-Sidermec | 25      | 14    | -     | 39    |
| 8.º           | Mathieu van der Poel | Corendon-Circus             | 20      | 14    | 3     | 37    |
| 9.º           | Clément Carisey      | Israel Cycling Academy      | 35      | -     | -     | 35    |
| 10.º          | Romain Combaud       | Delko Marseille Provence    | 30      | 3     | -     | 33    |